# March 821
Der March 821 war ein britischer Formel-1-Rennwagen, der in der Saison 1982 von RAM Racing in der Formel-1-Weltmeisterschaft eingesetzt wurde. Ungeachtet seiner Modellbezeichnung hatte das Auto keine Beziehung zu dem traditionsreichen Rennwagenhersteller March Engineering. Der Wagen fuhr keine Weltmeisterschaftspunkte ein. Von ihm entstanden fünf Exemplare.

## Hintergrund
Der March 821 wurde im Auftrag von RAM Racing konstruiert.
RAM Racing war ein britischer Rennstall, der sich seit 1975 in verschiedenen Motorsportklassen engagierte. In der zweiten Hälfte der 1970er-Jahre lag der Schwerpunkt des Teams auf der Aurora-AFX-Formel-1-Serie, einer rein britischen Meisterschaft, die in Anlehnung an das Formel-1-Reglement ausgetragen wurde. RAM gewann in der Saison 1980 den Meistertitel dieser Serie. In der Formel-1-Weltmeisterschaft trat RAM dagegen zunächst nur vereinzelt an. 1976, 1977 und 1980 setzte es zu ausgewählten Großen Preisen als reines Kundenteam gekaufte oder angemietete Rennwagen fremder Hersteller wie Brabham, March und Williams ein. Nachdem RAM mit dem Rennfahrer Emilio de Villota 1980 die Aurora-Serie gewonnen hatte, stieg das Team in der Saison 1981 in die Formel-1-Weltmeisterschaft auf. Anders als in der Aurora-Serie mussten die Teams hier eigene Rennwagen konstruieren. Da RAM nicht über entsprechende Ressourcen verfügte, verband sich das Team mit dem britischen Rennwagenkonstrukteur Robin Herd, der 1969 einer der Gründer von March Engineering gewesen war und noch immer zu den Inhabern des etablierten Rennwagenherstellers zählte. Herd und RAM gründeten im Herbst 1980 das Unternehmen March Grand Prix, das rechtlich und organisatorisch selbständig war und mit March Engineering nichts zu tun hatte. Ein Technologie-Transfer mit March Engineering, wo noch immer Formel-2-Wagen hergestellt wurden, fand nicht statt. Herd konstruierte für die Saison 1981 das Einsatzauto, das aus Gründen der Öffentlichkeitswirksamkeit die Modellbezeichnung March 811 erhielt. Das Auto erwies sich als nicht konkurrenzfähig; RAM-Chef John Macdonald bezeichnete es öffentlich als „a pile of shit“. Mit Ablauf der Saison 1981 zog sich Robin Herd zurück. RAM übernahm die Einrichtung und das Material von March Grand Prix und führte den Rennbetrieb in der Saison 1982 unter eigener Aufsicht weiter. Ungeachtet der Trennung von Herd trat der Rennstall auch 1982 unter dem Namen March an. Diese Bezeichnung übernahm auch der March 821, das Einsatzauto für 1982. Gleichwohl wird der 821 nicht als Mitglied der traditionsreichen March-Familie angesehen.
Vermittelt durch den ehemaligen Rennfahrer Guy Edwards, verfügte RAM mit Rothmans zu Saisonbeginn über einen Sponsor, der „richtig viel Geld“ in das Team investierte. Allerdings verließ Rothmans das Team bereits im Sommer 1982 wieder, nachdem sich wider Erwarten keine Leistungssteigerung eingestellt hatten.

## Konstruktion und technische Entwicklung

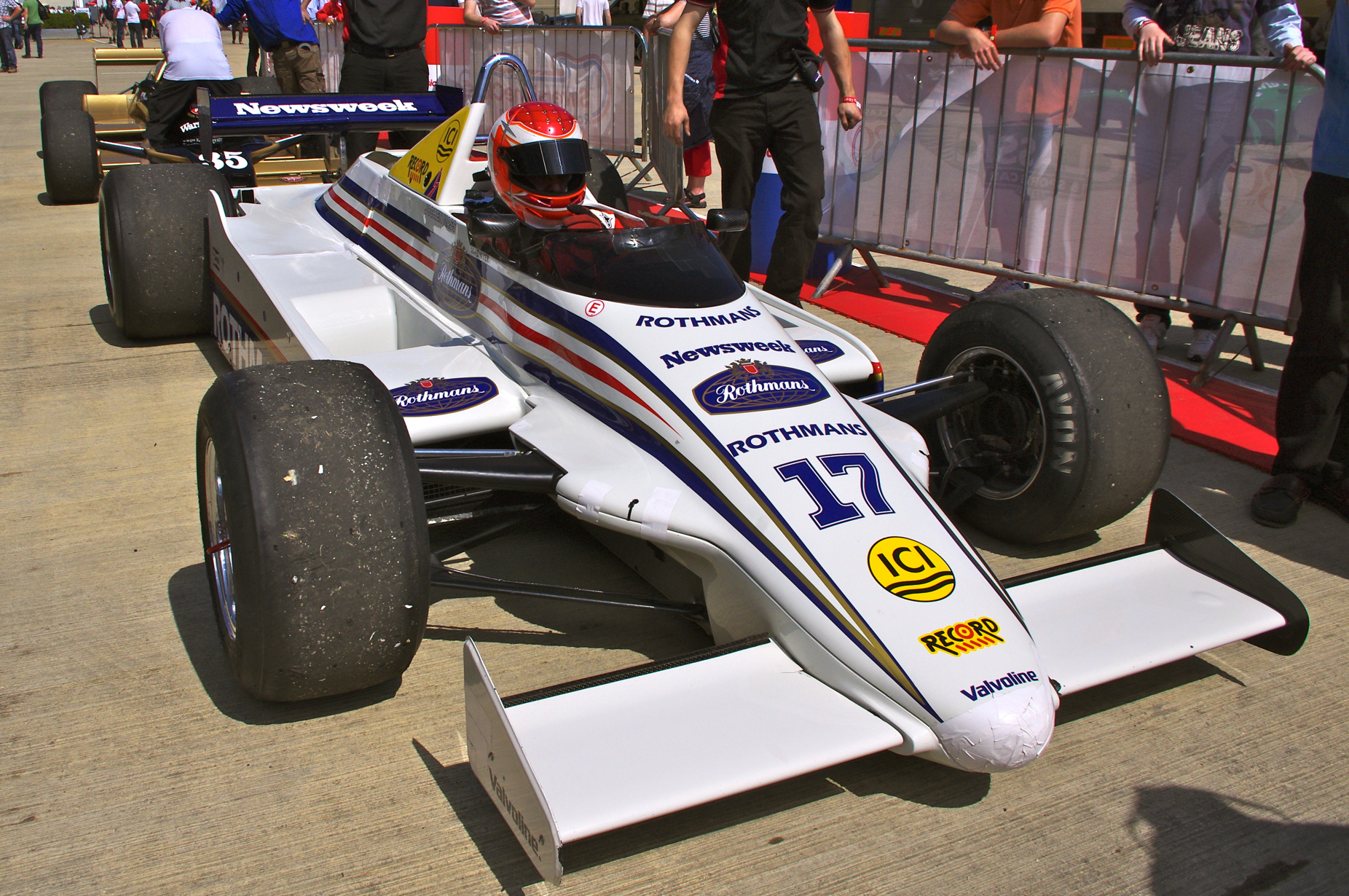
Fahrzeugnase im Stil des Williams FW07: March 821

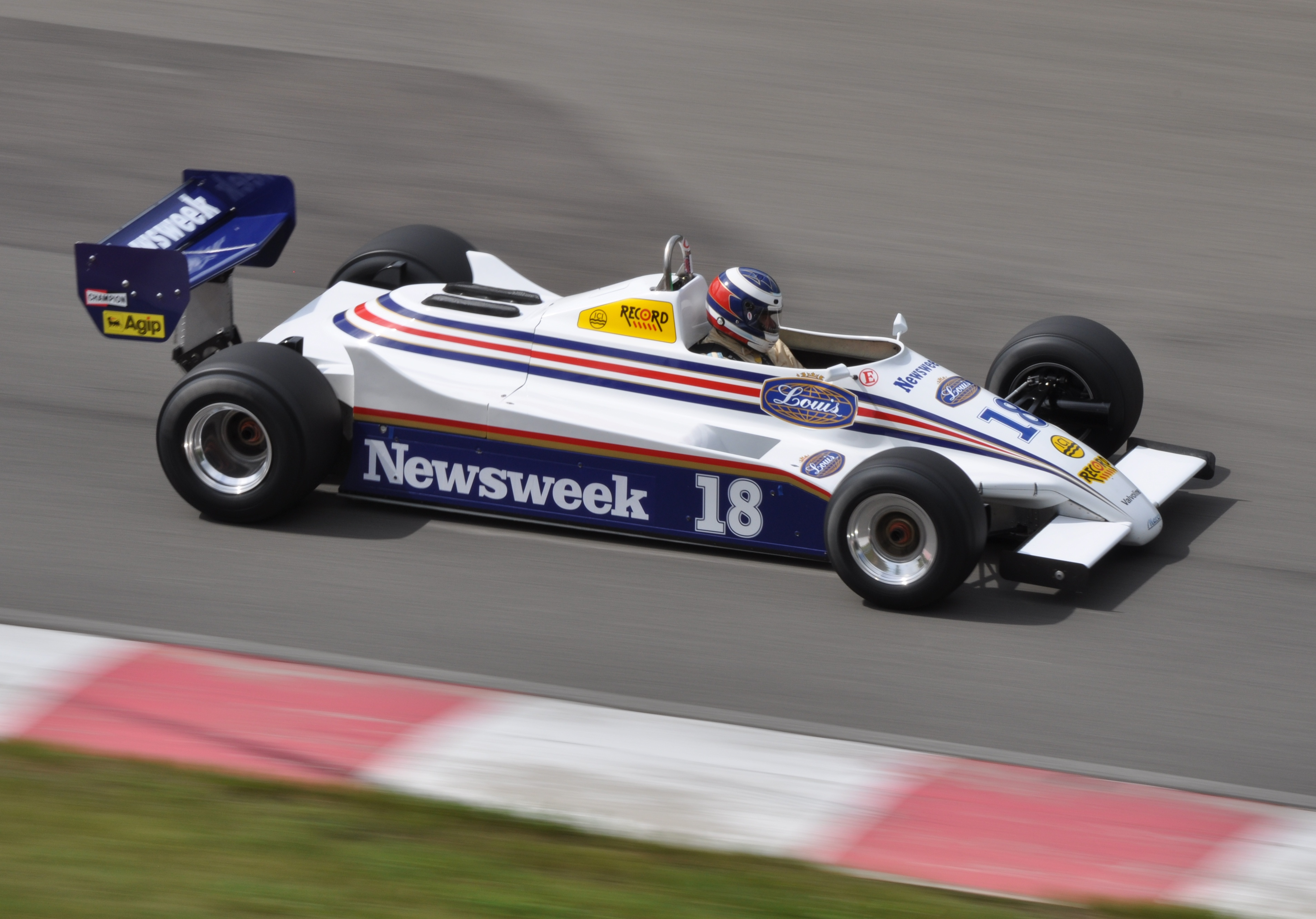
March 821

Verantwortlicher Konstrukteur des March 821 war Adrian Reynard. Reynard war mit seinen Unternehmen Sabre Automotive und Reynard Motorsport seit 1973 im Rennwagenbau tätig. 1981 war er, zunächst als technischer Berater, zu RAM Racing gekommen, um Robin Herd zu unterstützen. Mit Herds Weggang Ende 1981 nahm Reynard dessen Stelle als technischer Leiter ein. Der 821 war das erste Formel-1-Auto, das Reynard konstruierte.
Der March 821 war eine Weiterentwicklung des letztjährigen 811. Beobachter meinten, der 821 sei „das Auto, das der 811 bereits im Frühjahr 1981 hätte sein müssen“. Konzeptionell folgte der 821 nach wie vor den Linien des Williams FW07, der 1979 und 1980 sehr erfolgreich gewesen war. Der 821 war leichter als sein Vorgänger. Sein Gewicht lag mit 585 kg im Bereich des zulässigen Mindestgewichts, unterbot dies aber – anders als viele Fahrzeuge der Konkurrenzteams – nicht, sodass RAM im Laufe der Saison nicht mit zweckorientiert verteiltem Ballast die Balance des Wagens beeinflussen konnte.
Bezüglich des Antriebs hielt RAM entgegen dem hin zu Turbomotoren verlaufenden allgemeinen Trend weiter an Saugmotoren fest. RAM verwendete beim 821 wie schon beim Vorgängermodell einen 3,0 Liter großen Achtzylindermotor vom Typ Cosworth DFV. Damit geriet das Team leistungsmäßig zunehmend ins Hintertreffen: Während die DFV-Motoren, je nach Tuner, zwischen 490 und 530 PS leisteten, erreichten die Turbomotoren im Laufe der Saison 1982 bereits 560 PS (Hart) bzw. 600 PS (Ferrari, Renault).
Adrian Reynard versuchte im Frühjahr 1982 mit Blick auf die Sponsorgelder von Rothmans, ein systematisches Entwicklungsprogramm aufzulegen, das unter anderem Windkanaltests beinhalten sollte. Das Programm musste allerdings aufgegeben werden, nachdem Rothmans bereits im Juni 1982 die Unterstützung des Teams wieder beendete. Als Begründung hierfür werden unterschiedliche Ansätze verfolgt: Teamchef John Macdonald war rückblickend der Ansicht, dass die Rothmans-Manager zu schnell gute Ergebnisse sehen wollten: „Sie gaben uns Geld und erwarteten, dass wir danach innerhalb weniger Wochen an der Spitze des Feldes fahren würden - 'money pays it'“. Der RAM-Pilot Jochen Mass dagegen sah den Fehler an anderer Stelle: Macdonald und „seine Jungs haben das Geld von Rothmans genommen und damit nur ihre Schulden aus den Vorjahren beglichen“. Der Rückzug von Rothmans führte dazu, dass ab dem Frühsommer 1982 die Entwicklung des Autos „praktisch zum Erliegen kam“.
Ein weiteres Problem war die Versorgung mit Reifen. RAM begann die Saison mit Reifen von Pirelli, die dem Team kostenlos zur Verfügung gestellt wurden. Nachdem private Tests im Frühjahr 1982 ergeben hatten, dass der 821 mit Reifen von Avon besser lief, stellte RAM vor dem Großen Preis von Monaco auf kostenpflichtige  Avon-Reifen um. Beobachter werten dies als Panikentscheidung Macdonalds, der hoffte, seinen ungeduldigen Sponsoren bessere Leistungen bieten zu können. Wenige Tage nach Abschluss der Vereinbarung erklärte Avon, dass sich das britische Unternehmen kurzfristig aus der Formel 1 zurückziehen werde. Macdonald kaufte daraufhin den gesamten Restbestand an Avon-Reifen auf, die das Team bis in den Herbst 1982 hinein verwendete. Die Reifen erwiesen sich als nicht konkurrenzfähig: Sie waren auf dem Entwicklungsstand von Januar 1982, während Pirelli im Laufe des Jahres kontinuierlich weiterentwickelte und die Leistungsfähigkeit der eigenen Reifen verbesserte. Für das letzte Rennen des Jahres kehrte RAM schließlich zu Pirelli zurück.

## Produktionsumfang
Im Laufe des Jahres entstanden fünf Exemplare des March 821. Die Nummerierung der einzelnen Chassis setzte das System fort, das RAM im Jahr zuvor mit dem in sechs Exemplaren hergestellten 811 begonnen hatte. Das erste Chassis des 821 war danach der RM07.

### Die einzelnen Chassis
Die Chassis RM08, RM09, RM10 und RM11 verblieben ausnahmslos im RAM-Werksteam. Das Chassis RM07 hingegen wurde im Frühjahr 1982 an den spanischen Piloten Emilio de Villota ausgeliehen, der es für seinen privaten, LBT Team March genannten Rennstall bei fünf Weltmeisterschaftsläufen meldete. Nachdem de Villota sein Formel-1-Projekt aufgegeben hatte, übernahm RAM den RM07 für einen seiner Stammfahrer.

### Einsatz der Chassis in der Formel-1-Weltmeisterschaft 1982
| Grand Prix             | 821 RM07          | 821 RM08    | 821 RM09    | 821 RM10                | 821 RM11                  |
| ---------------------- | ----------------- | ----------- | ----------- | ----------------------- | ------------------------- |
| Südafrika              | Raul Boesel       | Jochen Mass |             |                         |                           |
| Brasilien              |                   | Jochen Mass | Raul Boesel |                         |                           |
| USA West               |                   | Jochen Mass | Raul Boesel |                         |                           |
| San Marino             |                   |             |             |                         |                           |
| Belgien                | Emilio de Villota | Jochen Mass | Raul Boesel |                         |                           |
| Monaco                 | Emilio de Villota | Jochen Mass | Raul Boesel |                         |                           |
| USA Ost                | Emilio de Villota | Jochen Mass | Raul Boesel |                         |                           |
| Kanada                 | Emilio de Villota | Jochen Mass | Raul Boesel | Raul Boesel             |                           |
| Niederlande            | Emilio de Villota |             |             | Raul Boesel             | Jochen Mass               |
| Vereinigtes Königreich |                   |             |             | Raul Boesel             | Jochen Mass               |
| Frankreich             |                   |             |             | Raul Boesel Jochen Mass | Jochen Mass               |
| Deutschland            | Raul Boesel       |             |             |                         | Jochen Mass Rupert Keegan |
| Österreich             | Raul Boesel       |             |             |                         | Rupert Keegan             |
| Schweiz                | Raul Boesel       |             |             |                         | Rupert Keegan             |
| Italien                | Raul Boesel       |             |             |                         | Rupert Keegan             |
| Las Vegas              |                   |             |             | Rupert Keegan           | Raul Boesel               |

## Renneinsätze
Der March 821 wurde 1982 von John Macdonalds Werksteam sowie von dem Kundenteam LBT Team March eingesetzt. Keiner der Fahrer erreichte mit dem Auto einen Weltmeisterschaftspunkt.

### Formel 1

#### March Grand Prix Team

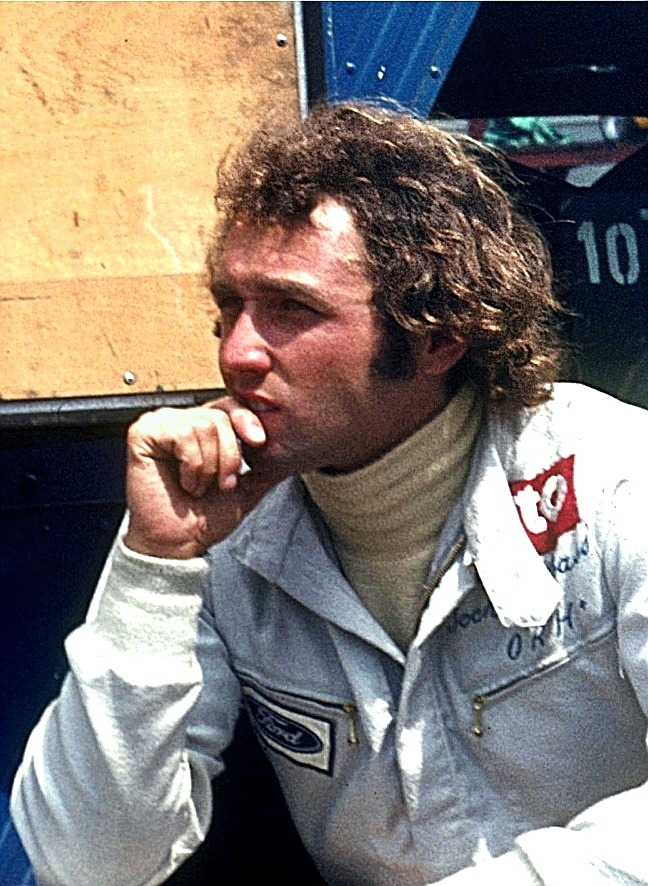
Fuhr seine letzten Formel-1-Rennen im 821: Jochen Mass

RAM ging 1982 als Rothmans March Grand Prix Team an den Start. Anfänglich waren Jochen Mass und Raul Boesel als Stammfahrer vorgesehen. Adrian Reynard hielt die Entscheidung rückwirkend für einen Fehler: Mass sei zu alt gewesen, um noch risikoreich zu fahren, während dem brasilianischen Debütanten Boesel die Erfahrung gefehlt habe.
Mass bestritt in John Macdonalds Team seine letzte Formel-1-Saison. Er konnte sich mit Ausnahme des Großen Preises von Monaco, zu dem das Team erstmals mit Avon-Reifen antrat, regelmäßig qualifizieren, erreichte im Qualifikationstraining aber wiederholt schlechtere Zeiten als sein Teamkollege Boesel. Mass’ bestes Qualifikationsergebnis war Startplatz 18 beim Großen Preis der USA Ost auf dem Straßenkurs von Detroit; abgesehen davon ging er üblicherweise aus den letzten drei Startreihen ins Rennen. In Südafrika kam Mass als Zwölfter ins Ziel, in Brasilien als Zehnter. Hier wurde er allerdings letztlich als Achter gewertet, nachdem die vorplatzierten Nelson Piquet (Brabham) und Keke Rosberg (Williams) wegen der Verwendung illegaler Wassertanks nach Rennende disqualifiziert worden waren. Ähnlich war es beim Großen Preis der USA West in Long Beach: Hier kam Mass als Neunter uns Ziel, wurde aber nach der technisch bedingten Disqualifikation Gilles Villeneuves als Achter gewertet. Sein bestes Saisonergebnis fuhr Mass in Detroit ein: Hier kam er mit einer Runde Rückstand als Siebter ins Ziel. Beim Großen Preis von Frankreich kam es zu einem schweren Unfall: In der elften Runde kollidierte Mass mit dem Arrows von Mauro Baldi. Mass’ 821 prallte in die Leitplanken, überschlug sich über diese hinweg, landete kopfüber in einem Zuschauerbereich und fing Feuer. Der Überrollbügel des 821 brach bereits beim ersten Aufschlag ab, auch der Helm riss auf. Obwohl er verletzt war, konnte sich Mass rechtzeitig aus dem Fahrzeug befreien. Einige der Zuschauer erlitten leichte Verletzungen. Mass nahm beim anschließenden Großen Preis von Deutschland noch einmal für Macdonalds Team am ersten Freitagstraining teil, zog sich dann aber wegen zu großer Schmerzen zurück und erklärte seinen Rücktritt von der Formel 1.
Für die verbleibenden fünf Rennen übernahm Rupert Keegan Mass’ Cockpit. Keegan verpasste zweimal die Qualifikation, darunter bei seinem Debüt in Deutschland. Einmal fiel sein Auto technisch bedingt aus, beim Großen Preis der Schweiz führte ein Fahrfehler zum vorzeitigen Aus. Lediglich in Las Vegas kam Keegan ins Ziel: Er wurde mit drei Runden Rückstand auf den Sieger Zwölfter.
Das zweite Chassis wurde bei jedem Großen Preis des Jahres 1982 für Raul Boesel gemeldet. Boesel verpasste in Monaco die Vorqualifikation und bei vier weiteren Anlässen die Qualifikation. Sein bester Startplatz war Position 17 beim Großen Preis von Brasilien, ansonsten ging er wie seine Teamkollegen ganz überwiegend von den letzten drei Startreihen aus ins Rennen. Boesel kam viermal ins Ziel; sein bestes Ergebnis war Rang acht, den er nach einer Disqualifikation Niki Laudas in Belgien erzielte. Viermal schied Boesel infolge technischer Defekte des Motors oder des Fahrwerks vorzeitig aus. Beim Großen Preis von Kanada war Boesel indirekt an dem tödlichen Unfall des Osella-Piloten Riccardo Paletti beteiligt. Am Start würgte Didier Pironi den Motor seines Ferrari 126C2 ab. Den meisten nachfolgenden Fahrern gelang es, das unerwartete Hindernis zu umfahren. Boesel reagierte jedoch sehr spät und berührte den stehenden Ferrari. Riccardo Paletti, dem die Sicht auf das stehende Fahrzeug durch Boesel zuvor versperrt worden war, konnte nicht rechtzeitig reagieren und prallte mit Wucht in das Heck des Ferrari.

#### LBT Team March
Emilio de Villota meldete den March 821 RM07 für sein privates Team LBT Team March zu fünf Großen Preisen. LBT war das letzte Team, das Kundenchassis in der Formel 1 verwendete. Die Organisation des Rennbetriebs erfolgte nicht über RAM Racing, sondern über den Formel-2-Rennstall Onyx Racing, der von Mike Earle geleitet wurde. Earle bezeichnete de Villota als „den letzten Herrenfahrer“. Er habe technisches Verständnis gehabt; sein Talent habe aber nicht ausgereicht, um sich mit einem mittelmäßigen Auto in der Formel-1-Weltmeisterschaft zu etablieren.
De Villota meldete seinen March 821 zu den Großen Preisen von Belgien, Monaco, Kanada, der USA Ost und der Niederlande. In Belgien und Monaco scheiterte er bereits an der Vorqualifikation, bei den drei anderen Weltmeisterschaftsläufen gelang ihm die Qualifikation nicht. Üblicherweise fuhr de Villota die langsamste Rundenzeit; eine Ausnahme war der Große Preis der USA Ost, wo er schneller war als Nelson Piquet im neuen, weitgehend ungetesteten Brabham BT50 mit BMW-Turbomotor.

### Interserie

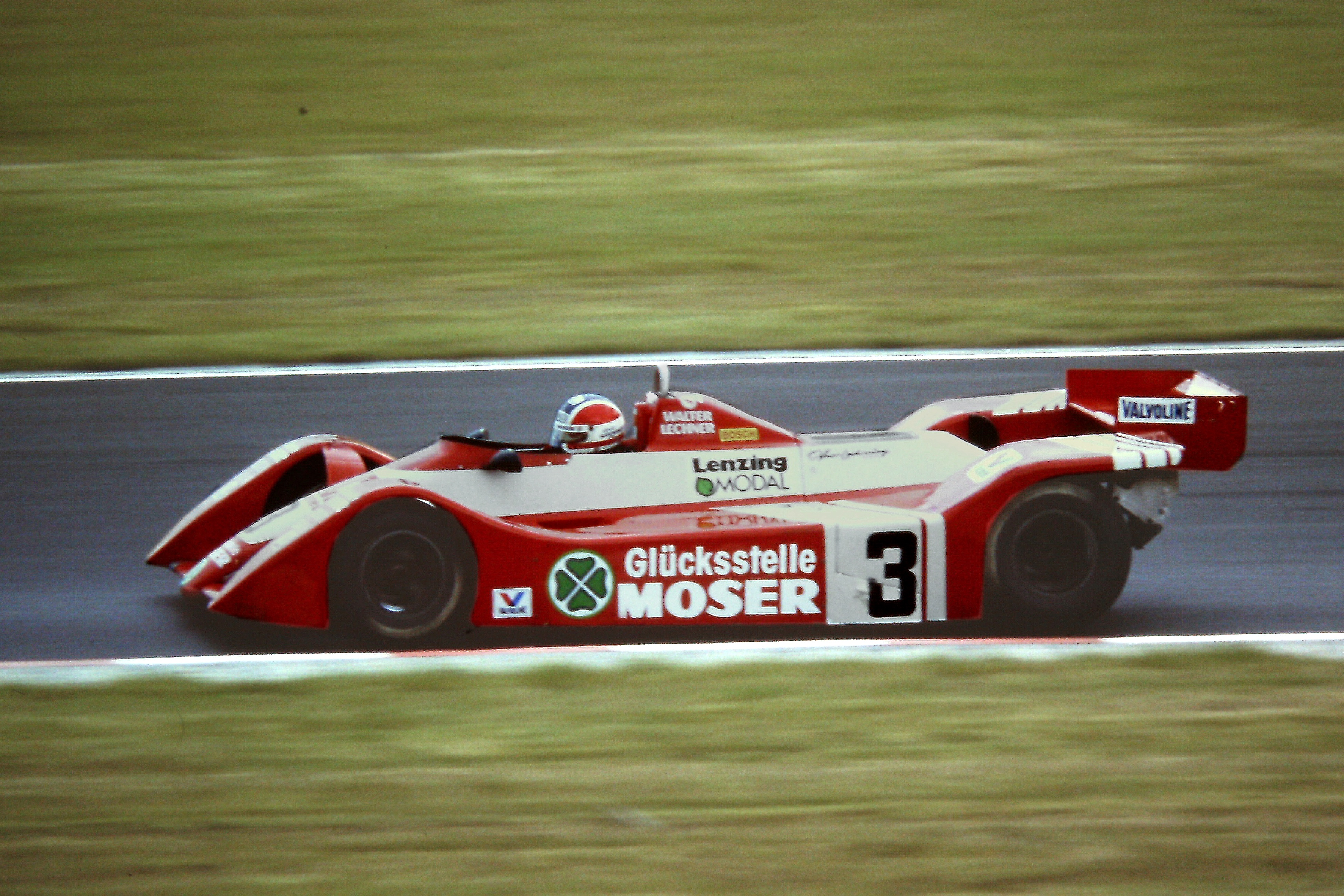
Walter Lechner im veränderten March 821

Im Frühjahr 1983 übernahm Walter Lechner das Chassis 821 RM08. Der Wagen erhielt vordere und hintere Kotflügel sowie eine über die ganze Länge reichende Seitenverkleidung. Lechner brachte den überarbeiteten 821 zwischen Mai 1983 und Oktober 1984 siebenmal in der Interserie an den Start. Zwei Rennen gewann er: den Lauf auf dem Österreichring im Mai 1983 und das Siegerlandrennen im September 1983.

## Rennergebnisse in der Formel 1
| Fahrer               | Nr.                  | 1  | 2   | 3  | 4 | 5    | 6    | 7   | 8   | 9    | 10  | 11  | 12  | 13  | 14  | 15  | 16 | Punkte | Rang |
| -------------------- | -------------------- | -- | --- | -- | - | ---- | ---- | --- | --- | ---- | --- | --- | --- | --- | --- | --- | -- | ------ | ---- |
| Formel-1-Saison 1982 | Formel-1-Saison 1982 |    |     |    |   |      |      |     |     |      |     |     |     |     |     |     |    | 0      | —    |
| J. Mass              | 17                   | 12 | 8   | 8  |   | DNF  | DNQ  | 7   | 11  | DNF  | 10  | DNF |     |     |     |     |    | 0      | —    |
| R. Keegan            | 17                   |    |     |    |   |      |      |     |     |      |     |     | DNQ | DNF | DNF | DNQ | 12 | 0      | —    |
| R. Bosel             | 18                   | 15 | DNF | 10 |   | 8    | DNPQ | DNF | DNF | DNF  | DNQ | DNQ | DNF | DNQ | DNF | DNQ | 10 | 0      | —    |
| E. de Villota        | 19                   |    |     |    |   | DNPQ | DNPQ | DNQ | DNQ | DNPQ |     |     |     |     |     |     |    | 0      | —    |

| Legende  | Legende            | Legende                                                          |
| Farbe    | Abkürzung          | Bedeutung                                                        |
| -------- | ------------------ | ---------------------------------------------------------------- |
| Gold     | –                  | Sieg                                                             |
| Silber   | –                  | 2. Platz                                                         |
| Bronze   | –                  | 3. Platz                                                         |
| Grün     | –                  | Platzierung in den Punkten                                       |
| Blau     | –                  | Klassifiziert außerhalb der Punkteränge                          |
| Violett  | DNF                | Rennen nicht beendet (did not finish)                            |
| Violett  | NC                 | nicht klassifiziert (not classified)                             |
| Rot      | DNQ                | nicht qualifiziert (did not qualify)                             |
| Rot      | DNPQ               | in Vorqualifikation gescheitert (did not pre-qualify)            |
| Schwarz  | DSQ                | disqualifiziert (disqualified)                                   |
| Weiß     | DNS                | nicht am Start (did not start)                                   |
| Weiß     | WD                 | zurückgezogen (withdrawn)                                        |
| Hellblau | PO                 | nur am Training teilgenommen (practiced only)                    |
| Hellblau | TD                 | Freitags-Testfahrer (test driver)                                |
| ohne     | DNP                | nicht am Training teilgenommen (did not practice)                |
| ohne     | INJ                | verletzt oder krank (injured)                                    |
| ohne     | EX                 | ausgeschlossen (excluded)                                        |
| ohne     | DNA                | nicht erschienen (did not arrive)                                |
| ohne     | C                  | Rennen abgesagt (cancelled)                                      |
| ohne     | keine WM-Teilnahme |                                                                  |
| sonstige | P/fett             | Pole-Position                                                    |
| sonstige | 1/2/3/4/5/6/7/8    | Punktplatzierung im Sprint-/Qualifikationsrennen                 |
| sonstige | SR/kursiv          | Schnellste Rennrunde                                             |
| sonstige | *                  | nicht im Ziel, aufgrund der zurückgelegten Distanz aber gewertet |
| sonstige | ()                 | Streichresultate                                                 |
| sonstige | unterstrichen      | Führender in der Gesamtwertung                                   |